# 따앙 민족해방군
따앙 민족해방군(Ta'ang National Liberation Army, TNLA)은 미얀마의 따앙족들의 반군이다. 이 군대는 현재 삼형제 동맹의 구성원이다.

## 구조
이론적으로 TNLA는 단순히 PSLF의 방어 부서로 간주되지만 실제로는 "둘 사이에 거의 분리가 없으며" "대부분의 PSLF 간부들은 무장부대에서 파견된다".
2013년 TNLA는 5개 정규 대대와 본부 방어 및 특수부대 전담 1개 대대로 타앙 지역 전역에 걸쳐 군대를 조직하기 시작했다. 대대 규모는 2013년 7개, 2015년 21개로 늘었고, 3개 여단으로 편성돼 2개의 전술작전사령부가 지휘한다. 2024년 TNLA의 총사령관 타르 호드 플랑(Tar Hod Plarng)은 이 그룹이 이제 "7개 여단과 30개 이상의 대대"를 보유하고 있다고 주장했다.
TNLA는 주로 자신이 관리하는 지역의 각 가구에 최소 한 명의 남성 모집을 제공하도록 의무화하는 징집 정책을 통해 모집한다. 아들이 많은 사람은 두 명을 부양해야 하는 경우가 많다. 이 단체는 소년병을 모집했다는 비난도 받았다.